# 8-クロロテオフィリン
8-クロロテオフィリン(8-Chlorotheophylline)または1,3-ジメチル-8-クロロキサンチン(1,3-dimethyl-8-chloroxanthine)は、キサンチン系の精神刺激薬である。ジメンヒドリナート等の調合薬と結合させると安定な塩を形成する。